# 데이너 휠러-니콜슨
데이나 휠러니컬슨(Dana Wheeler-Nicholson, 1960년 10월 9일 ~ )은 미국의 배우이다.
뉴욕에서 태어났다.

## 출연 작품
- 6년의 사랑 (2015, 6 Years)
- 윈터 인 더 블러드 (2013년)
- 엔젤스 싱 (2013년)
- 크러스티 16: 아웃백 어택 (2012년)
- 파이브 타임 챔피언 (2011년) - 다니엘 역
- 패스트 푸드 네이션 (2006년) - 데비 역
- 배틀 오브 쉐이커 하이츠 (2003년)
- 샘 더 맨 (2001년)
- 마음대로 훔쳐라 (2001년)
- 페릴 (1997년)
- 닉 앤 제인 (1997년)
- 프랭크와 제시 (1995년)
- 바이 바이 러브 (1995년)
- 데니스는 통화 중 (1995년)
- 그 남자의 방 그 여자의 집 (1993년)
- 툼스톤 (1993년)
- 회로맨 (1990년)
- 후레치 (1985년)
- 소펠 부인 (1984년) - 제시 보딘 역

### 텔레비전
- 사인펠드 (1995)
- 엑스파일 (1996)
- 섹스 앤 더 시티 (1998)
- 뉴욕경찰 24시 (2000)
- 로앤오더 (2000)
- 올 마이 칠드런 (2001)
- 보스턴 리걸 (2005)
- 뉴욕 특수수사대 (2006, 2008)
- 프라이데이 나이트 라이츠 (2007-11)
- 내슈빌 (2014-15)
- 성범죄수사대: SVU (2014, 2022)
- 그레이 아나토미 (2020)